# Чемеринці
Чемери́нці (Кочерівка) — село в Україні, у Перемишлянській міській об'єднаній територіальній громаді Львівському районі Львівської області. Населення — близько 700 осіб.

## Географія
Розташоване на річці Золота Липа. 

## Історія
Перша згадка в документах — 3 жовтня 1389: король Владислав ІІ Ягайло надав село у власність шляхтича Миколая з Гологір (Гологорів), за що той повинен був посилати на кожну військову виправу одного воїна, озброєного списом, і 4 лучників . Грамота короля написана в Колодному біля Львова (це майже напевне, тепер Велике Колодно — село Кам'янко-Бузького району).
Після окупації Галичини в 1919 році польський уряд заселяв українську землю польськими колоністами. На 01.01.1939 в селі проживало 3090 мешканців, з них 1470 українців-грекокатоликів, 1280 українців-латинників, 20 поляків, 80 польських колоністів міжвоєнного періоду, 140 євреїв.
21 травня 1945 року селі загинув «Чемерис» — командир боївки, комендант СБ куща ОУН.

## Відомі люди
- Бойчишин Михайло Іллярович (1948—?) — український політик.
- Писарчук Петро Іванович (нар. 1955) — український політик.

## Галерея

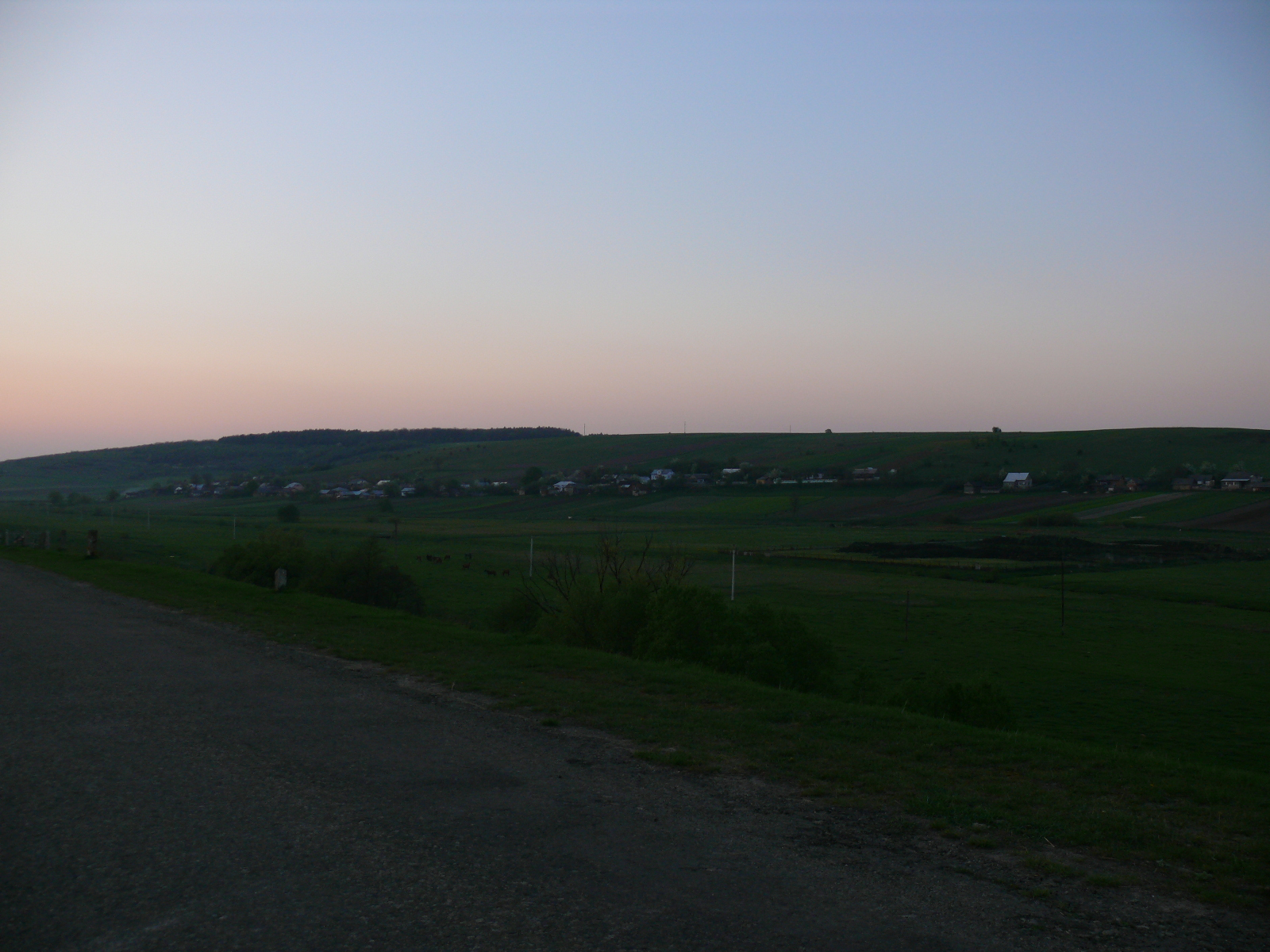
Хутір Голий Кінець
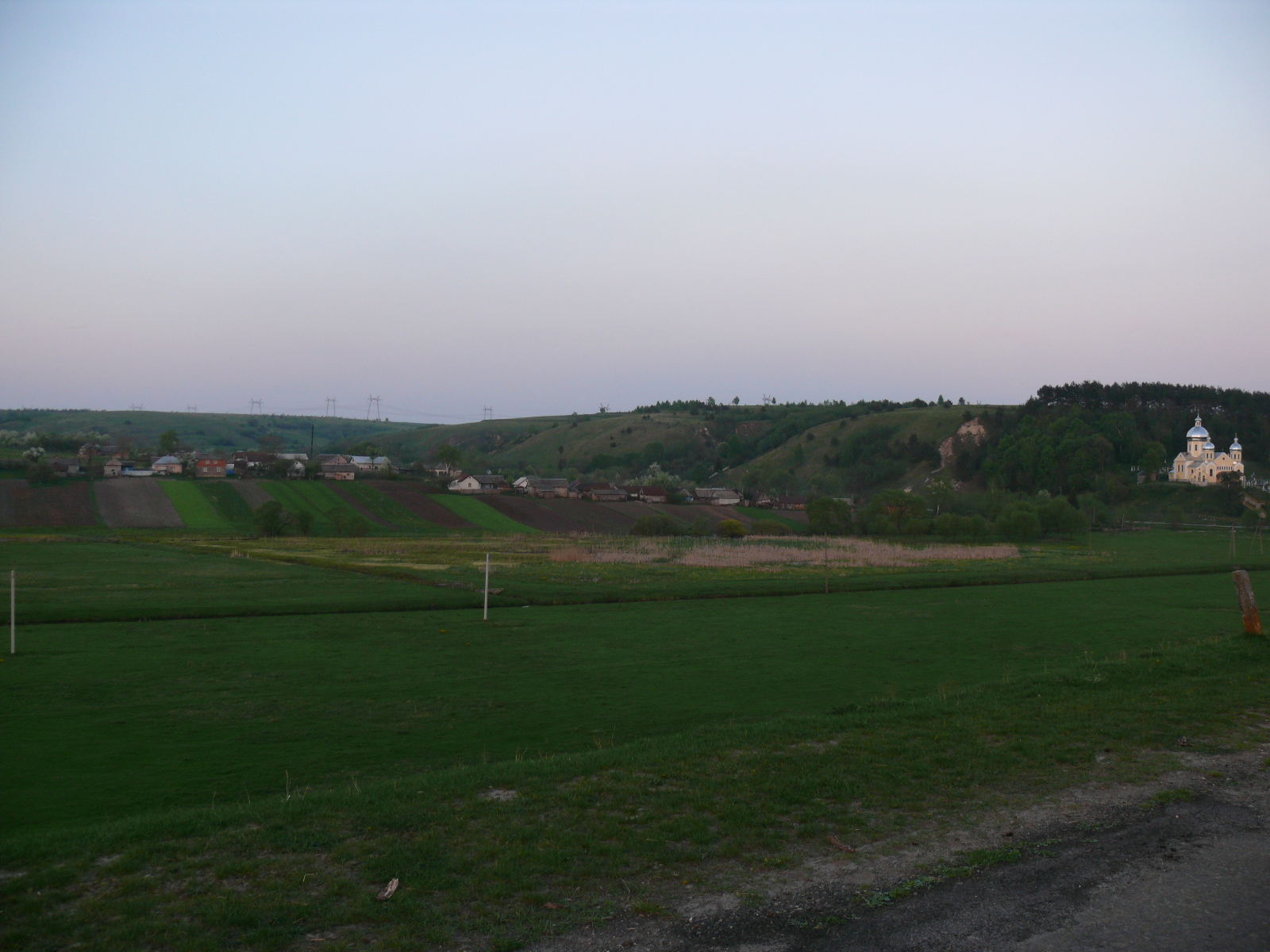
Початок хутора Провал
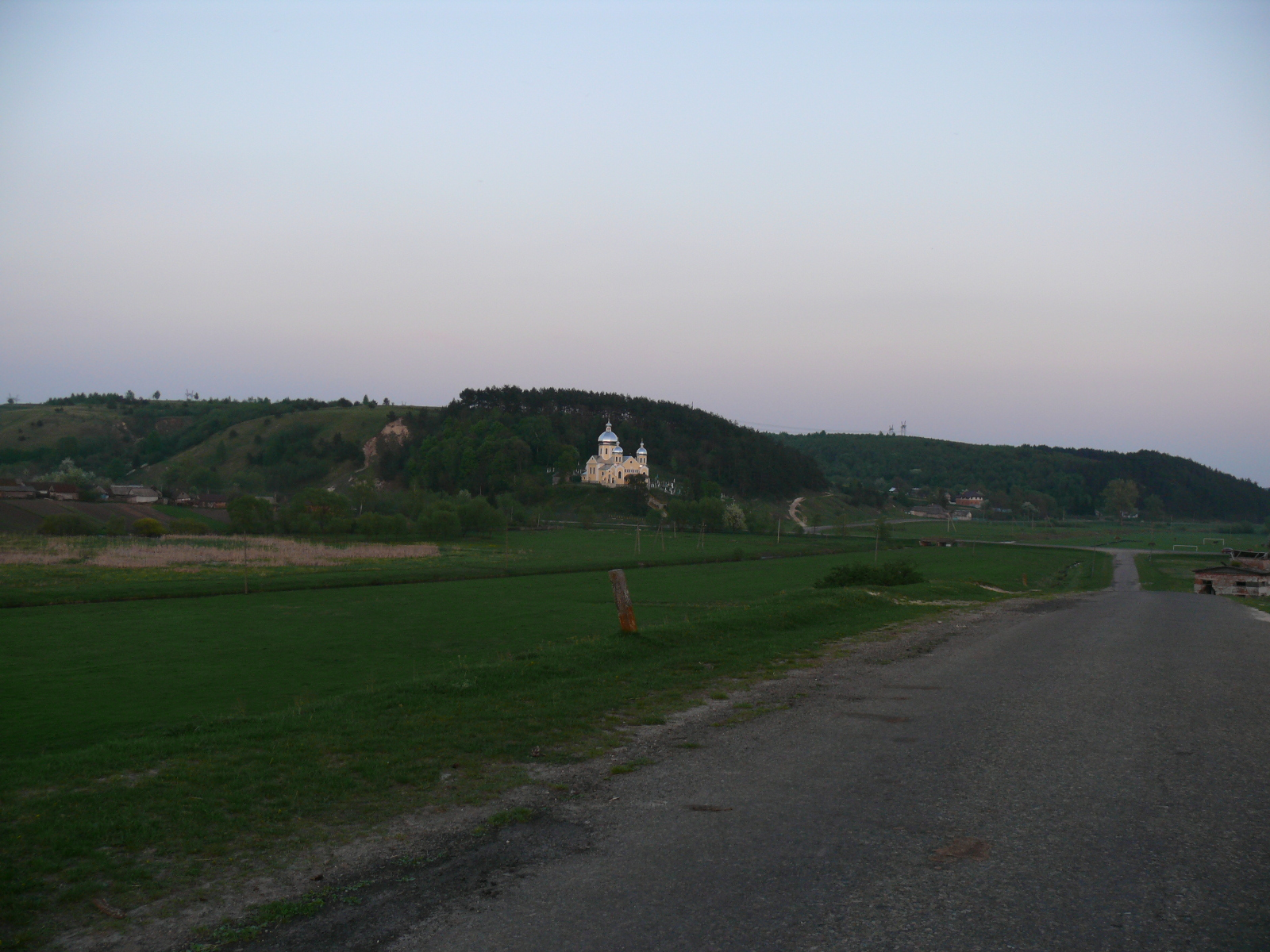
Центр села Чемеринці